# Iván Lima
Iván Manolo Lima Magne (La Paz, Bolivia; 21 de marzo de 1974) es un abogado, catedrático universitario y político boliviano que ocupó el alto cargo de Ministro de Justicia y Transparencia Institucional de Bolivia desde el 9 de noviembre de 2020 hasta el 26 de septiembre de 2024 durante el gobierno del presidente Luis Arce Catacora.

## Biografía
Iván Lima Magne nació en la ciudad de La Paz el 21 de marzo de 1974. Salió bachiller el año 1991. Posteriormente ingresó a estudiar la carrera de derecho en la Universidad Católica Boliviana San Pablo (UCB) de donde se graduó como abogado de profesión el año 1997. Durante su vida laboral, Lima trabajó en el área pública, ingresando al Ministerio de Justicia de Bolivia donde estuvo en el puesto de consultor jurídico de dicha institución pública. Tiempo después, Lima ocuparía cargos de mediana jerarquía como el de director general de Política Criminal en el Viceministerio de Justicia y luego el de director general de Defensa Pública y Derechos Humanos.
Lima también estuvo trabajando durante un tiempo como asesor legal del Comando en Jefe de las Fuerzas Armadas de Bolivia, el cual dicha institución castrense le otorgó el grado ad honorem de "teniente civil". Lima ingresó también al ámbito educativo, desempeñándose como catedrático en la carrera de derecho en la UCB, enseñando las materias de Derecho Penal I, Derecho Penal II y Derecho Constitucional, así como también en la  Universidad Nuestra Señora de La Paz.

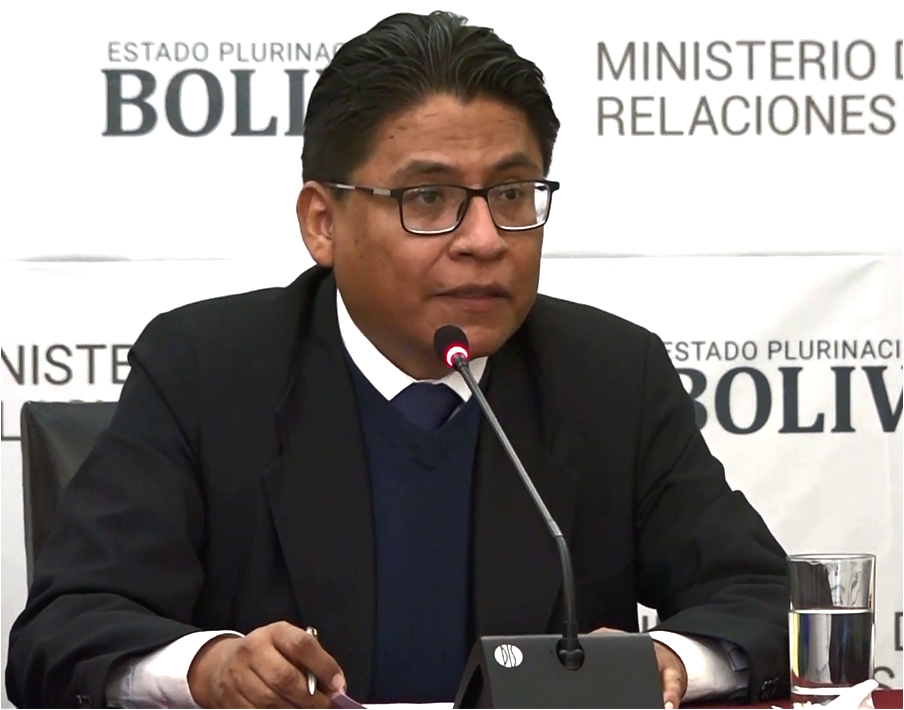
Lima en agosto de 2021.

Realizó estudios de posgrado obteniendo un diplomado en Teoría del Derecho y Argumentación Jurídica en la Universidad Austral de la ciudad de Buenos Aires en Argentina, así como también obtuvo en el año 2002 una maestría como "juez de carrera" en el Instituto de la Judicatura de Bolivia, dependiente del Consejo de la Judicatura.
Desde el año 2014 hasta 2016, Lima se desempeñó también como magistrado en el Tribunal Supremo de Justicia de Bolivia.

### Ministro de Justicia de Bolivia (2020-2024)
El 9 de noviembre de 2020, el Presidente de Bolivia Luis Arce Catacora decide posesionar al abogado paceño Iván Manolo Lima Magne de 46 años de edad como el nuevo Ministro de Justicia y Transparencia Institucional de Bolivia.
Estuvo en el cargo hasta el 26 de septiembre de 2024, cuando anunció su renuncia en la red social X.